# Сарибулак – Зімунай
Сарибулак – Зімунай – газопровід, що входив до комплексу облаштування малого газового родовища Сарибулак.
В 2013 році в Зайсанському районі на сході Казахстану почалась розробка газового родовища Сарибулак. Понад 90% його продукції відправляли на експорт до Китаю по трубопроводу Сарибулак – Зімунай довжиною 110 км (з них 93 км по території Казахстану) та діаметром 406 мм.
В кінцевому пункті протранспортований ресурс подавали на завод зі зрідження газу Зімунай. 
В 2022-му запаси родовища Сарибулак були майже вичерпані, хоча наявна інфраструктура ще певний час повинна обслуговувати поставки місцевим казахським споживачам.